# Занятой человек
«Занятой человек» — рассказ Владимира Набокова, относящийся к русскому периоду его творчества. Был написан и опубликован (под псевдонимом В. Сирин) в 1931 году, вошёл в состав сборника «Соглядатай» (Париж, 1938).

## Сюжет и история текста
Главный герой рассказа — живущий в Германии русский эмигрант, публикующий стихи под псевдонимом Граф Ит. Постоянно прислушиваясь к предчувствиям и знакам (отсюда и название рассказа — «занятой человек» в значении «занятый собственной душой»), он вспоминает отроческий сон с числом 33 и решает, что умрёт в возрасте Христа. Целый год Граф Ит представляет всевозможные опасности, а после 34-го дня рождения начинает жить новой жизнью.
«Занятой человек» был написан 17—26 сентября 1931 года и увидел свет в русской эмигрантской газете «Последние новости», выходившей в Париже, 30 октября того же года. В 1938 году автор включил рассказ в сборник «Соглядатай».
Биограф Набокова Брайан Бойд отмечает, что в рассказе фигурирует целый ряд знаков судьбы, предсказывающих главному герою долгую жизнь, но тот их не замечает. Автор мог иметь в виду, что жизнь в целом наполнена предсказаниями и что одержимость ими приводит к забвению настоящего. Образ Графа Ита наделён чертами Владимира Маяковского.